# Tonneins
Tonneins är en kommun i departementet Lot-et-Garonne i regionen Nouvelle-Aquitaine i sydvästra Frankrike. Kommunen ligger i kantonen Tonneins som tillhör arrondissementet Marmande. År 2022 hade Tonneins 9 461 invånare.

## Befolkningsutveckling
Antalet invånare i kommunen Tonneins
| Referens: INSEE |